# Léon Jaussely

Léon Jaussely (Toulouse, 9 de enero de 1875 - Givry, 28 de diciembre de 1932) fue un arquitecto y urbanista francés. Asistió a la École des Beaux-Arts de Toulouse de 1895, en 1897 recibió el Grand Prix des Beaux Arts de Toulouse que le permite continuar sus estudios en París en el taller Daumet Esquié.
Recibe a lo largo de su carrera los más altos premios: Precio Chaudesaigues, precio Labarre, Chanavard, los precios de los arquitectos de América.
Gana el Gran Premio de Roma en 1903.

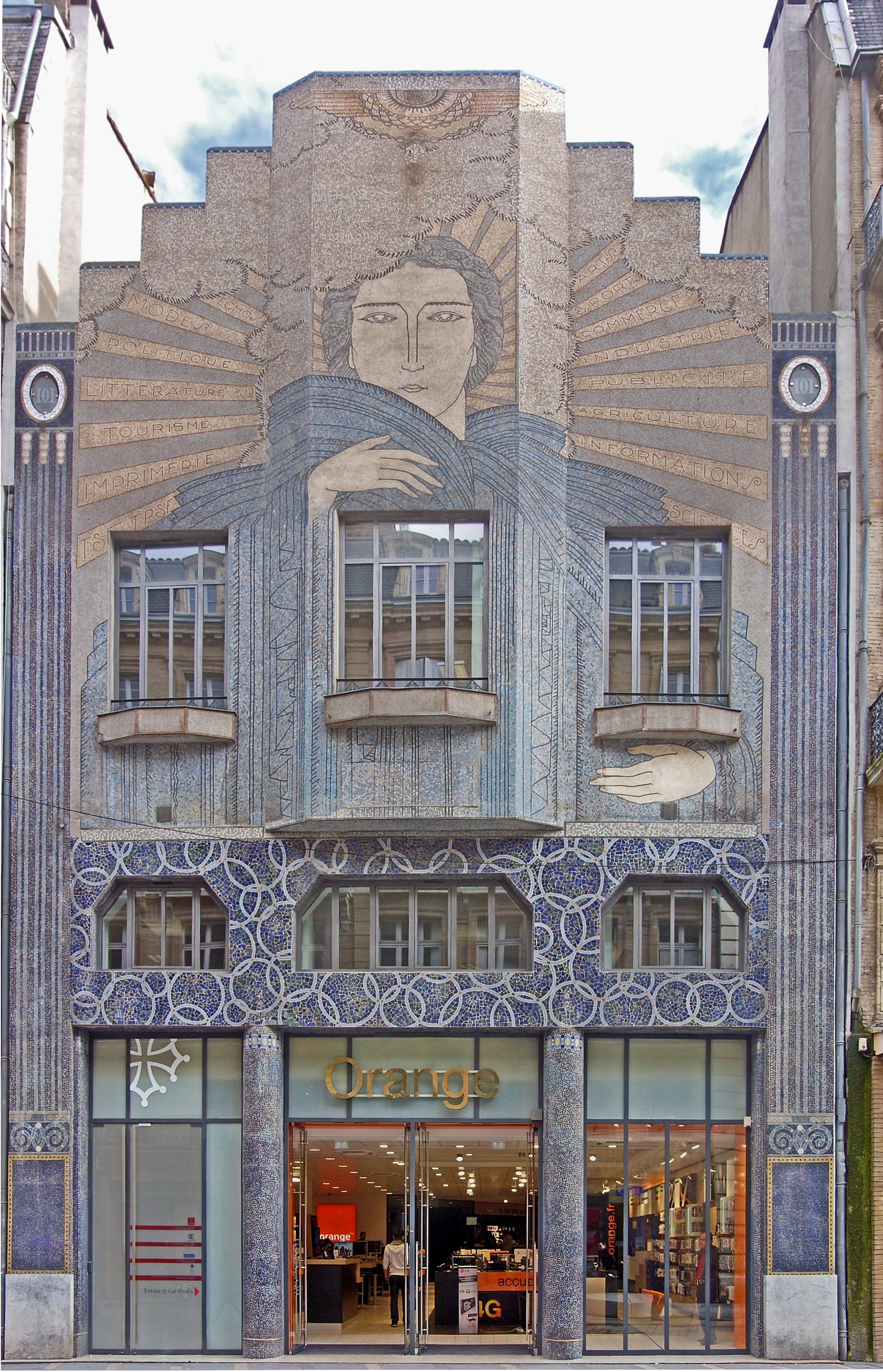
Edificio llamado "La Depeche du Midi", en Toulouse.

En 1905 ganó el concurso internacional convocado por el Ayuntamiento de Barcelona para el nuevo proyecto de ensanche de la ciudad, que debía conectar la parte antigua con los nuevos municipios agregados. El llamado Plan Jaussely preveía grandes infraestructuras viarias (paseos de ronda, diagonales, paseos marítimos), parques, enlaces ferroviarios y áreas de servicios. Realizado tan sólo parcialmente, ha inspirado sin embargo el urbanismo barcelonés desde entonces.
Ganó el 2.º premio en el Plan de Berlín en 1910.
Miembro de la Alta Comisión y los planes para la extensión y el desarrollo de las ciudades, se trata de un largo tiempo presidente de la Sociedad de Arquitectos Planificadores francés